# Corynosoma cetaceum
Corynosoma cetaceum es una especie de acantocéfalo del género Corynosoma, familia Polymorphidae. Fue descrita por Johnston y Best en 1942. Se encuentra en Australia. Se la ha visto habitar en el intestino y estómago de Arctocephalus australis.